# I giovedì della signora Giulia (miniserie televisiva)
I giovedì della signora Giulia è una miniserie televisiva in 5 puntate, tratta dall'omonimo romanzo di Piero Chiara, trasmessa dalla Rai dal 5 aprile al 18 aprile 1970 sul Programma Nazionale (l'odierna Rai 1), diretta da Paolo Nuzzi e Massimo Scaglione.
Nuzzi, assieme a Marco Zavattini ed Ottavio Jemma fu anche l'autore della sceneggiatura, le musiche sono di Carlo Rustichelli, mentre la sigla finale è la canzone Il mio sguardo è uno specchio, cantata da Rosanna Fratello.
Protagonisti dello sceneggiato sono Martine Brochard, Umberto Ceriani, Claudio Gora, Hélène Rémy, Luois Velle e Tom Ponzi.

## Trama
Lo sceneggiato narra della scomparsa improvvisa della signora Giulia Esengrini, facoltosa donna lombarda, moglie del noto penalista Tommaso Esengrini e madre della giovane Emilia, studentessa a Milano.
La donna, tutti i giovedì, si recava in visita alla figlia finché un giorno, misteriosamente, scompare. Dopo due anni di indagini viene ritrovato, a causa di uno smottamento dovuto a forti piogge, il corpo della povera signora Giulia occultato in una cisterna nel parco di villa Esengrini.
Le indagini si indirizzano sul marito Tommaso anche perché da queste emerge che la signora Giulia, durante le sue visite milanesi alla figlia, usava incontrarsi con un certo Luciano Barsanti, poi divenuto suo amante.
Nonostante il movente del marito appaia il più consono per il consumarsi del reato, le indagini ben presto assumono toni molto più complicati ed oscuri, tanto da coinvolgere nei sospetti anche Barsanti e il genero di Tommaso, l'architetto Carlo Fumagalli, neo sposo di Emilia.
Di notte, peraltro, nel giardino di villa Esengrini una misteriosa ombra minaccia la quiete di Emilia e del marito.

## Produzione
Nonostante la televisione italiana in quegli anni trasmettesse ancora in bianco e nero, lo sceneggiato, in un'ottica di distribuzione internazionale dell'opera, fu invece realizzato a colori.

## Distribuzione
È stato pubblicato in DVD da ERI-RAI.

## Curiosità
Gli attori protagonisti Martine Brochard ed Umberto Ceriani, conosciutisi sul set di questa miniserie, avviarono una relazione sentimentale anche nella vita reale, poi sfociata in matrimonio da cui è nato il figlio Ferdinando Ceriani (1973), regista teatrale.